# Metachrostis egens
Metachrostis egens är en fjärilsart som beskrevs av Moore 1884. Metachrostis egens ingår i släktet Metachrostis och familjen nattflyn. Inga underarter finns listade i Catalogue of Life.